# Велика Бугарска
Велика Бугарска (буг. Велика България) је појам који означава циљеве великобугарских националиста који заговарају проширење граница државе Бугарске. Према гледишту ових националиста, Велика Бугарска би представљала уједињење свих Бугара у саставу једне државе. При томе они сматрају Бугарима сво јужнословенско становништво на подручју између реке Дунав и Старе планине, региона око Софије, Врања и Пирота, Северној и Западној Тракији, деловима Источне Тракије и скоро целој Македонији, иако је велики део овог становништва у ствари српске, македонске и грчке националности.
Термин не треба мешати са Старом Великом Бугарском, коју су формирале прабугарска племена која потичу из источне Европе.